# Grottenherten
Grottenherten is een plaats in de Duitse gemeente Bedburg, deelstaat Noordrijn-Westfalen, en telt 412 inwoners (30 juni 2021).
Het vormt één stadsdeel met het grotere Kirchherten, zie aldaar voor meer informatie.

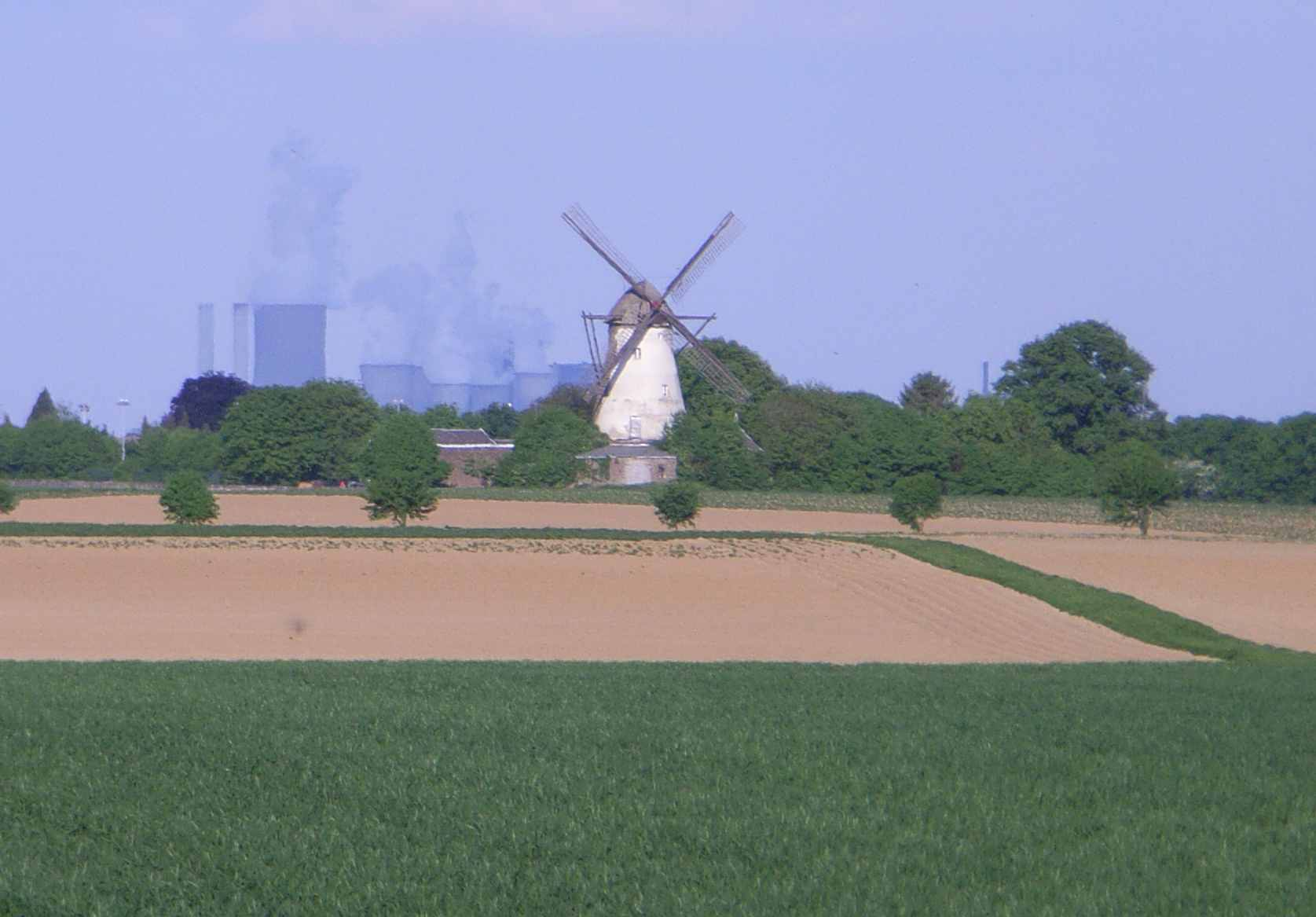
Molen
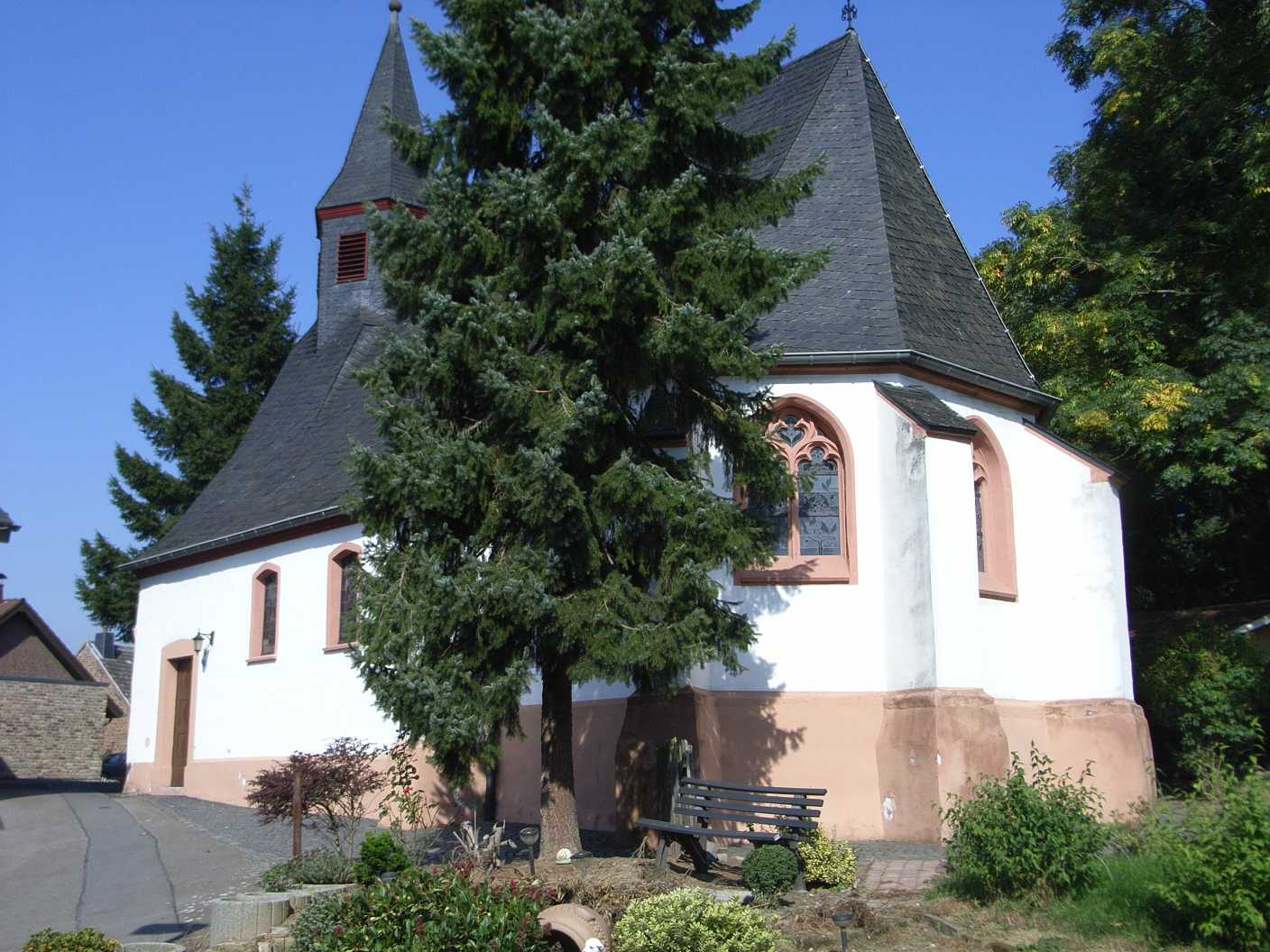
Kapel
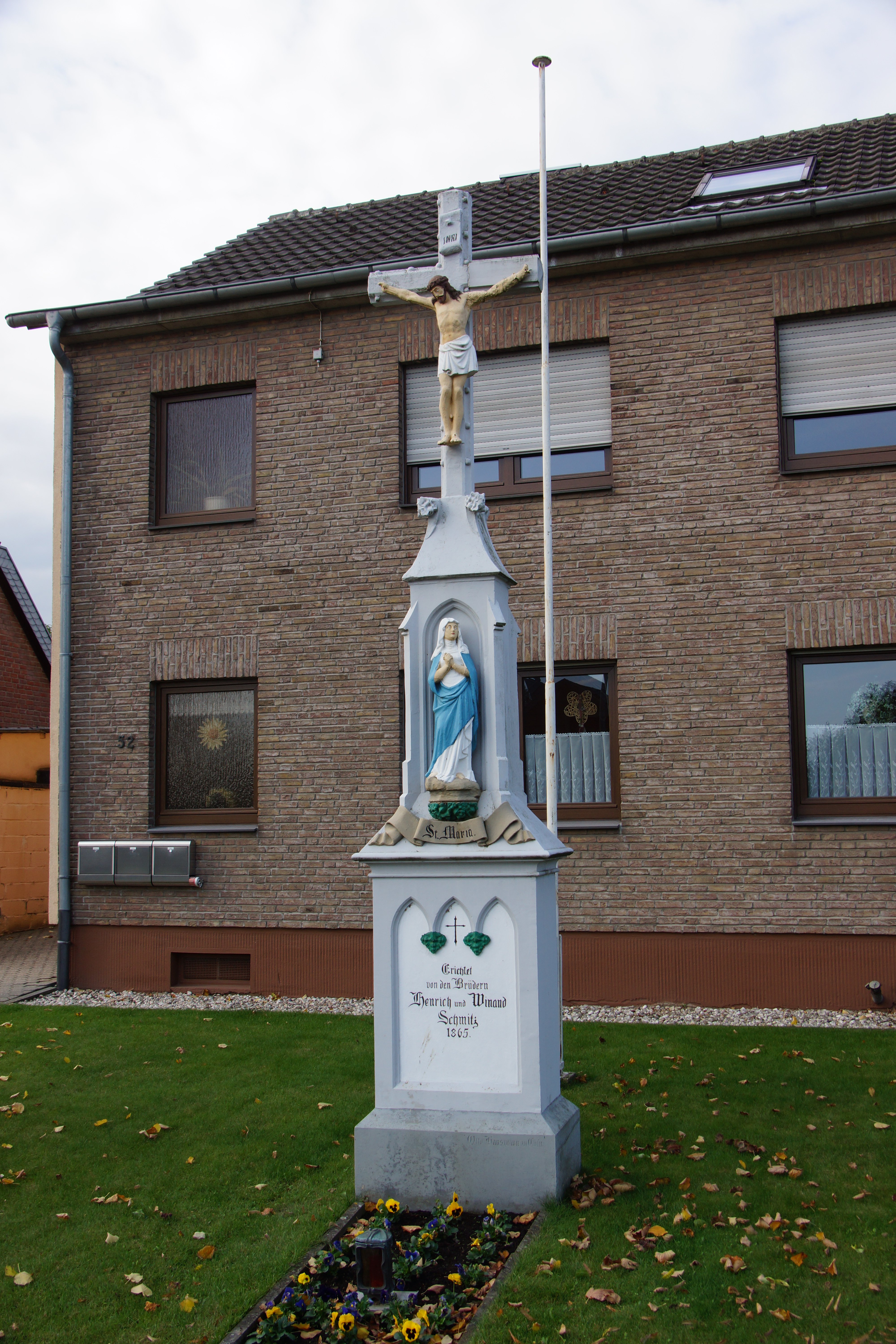
Kruisbeeld